# 大葉るか
大葉 るか（おおば るか、1979年10月16日 - ）は日本のシンガーソングライター。福岡県出身。

## 概要・来歴
2000年6月26日にFM福岡の本人の番組企画として、初のワンマンライブを地元福岡のイムズホールで実施。500人の観客を前に歌った。
2008年4月22日にスナフキン（大葉るか）＆葉里真央としてライブ。

## 作品

### シングル
1. Edge of Innocence/Live a Lie （1999年12月3日）
2. センチメンタル・アナーキー （2000年5月21日）
3. 東京 （2001年3月7日）

### アルバム
1. Edge of Innocence （1999年9月22日）
2. Sentimental Red Soda （2000年6月21日）

### 提供楽曲
- 片山さゆり「fade away」
- 岩田さゆり「嘘」

### コーラス参加
- Bad54「Manhattan drive」
- flow-war「Gold Finger」

## 出演
- FM福岡『大葉るかのル･カフェテリア』
- オールナイトニッポンR（週替わりパーソナリティ一として１９９９年９月２９日と２０００年６月１４日の２回。）